# Cavalcavia del Ghisallo

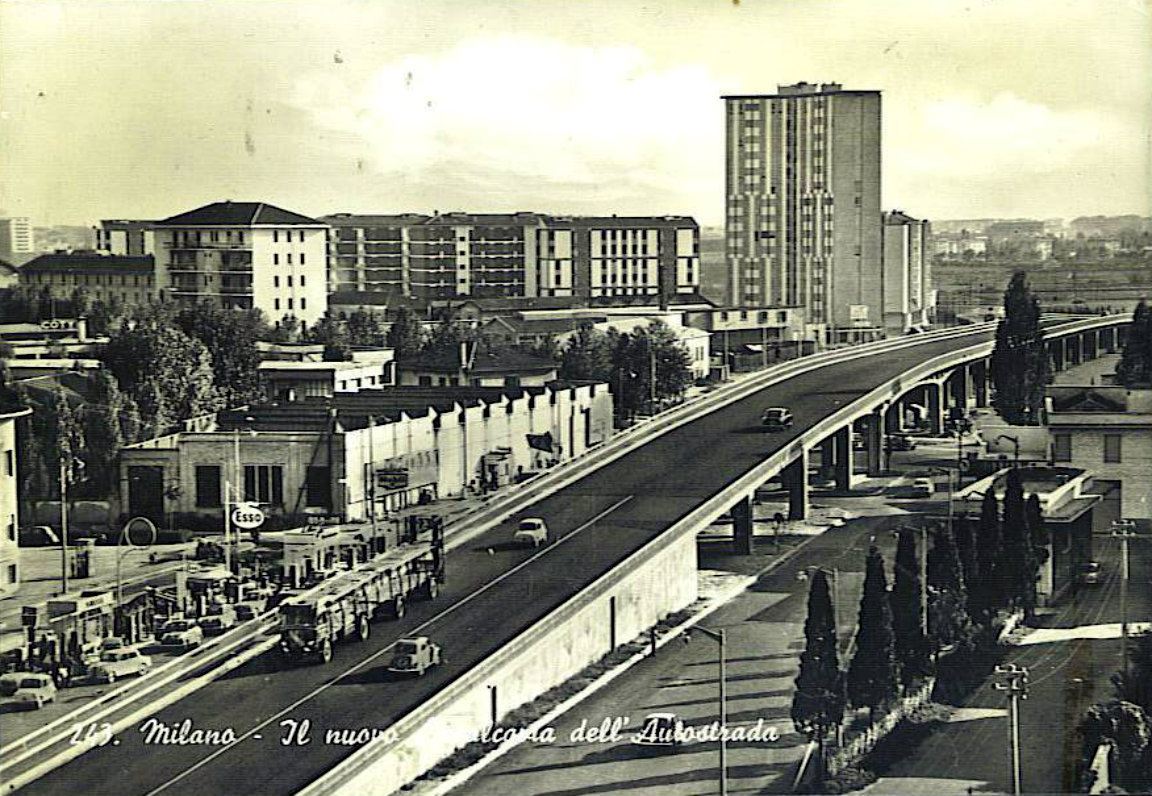
Il cavalcavia all'altezza di viale Certosa negli anni cinquanta

Il cavalcavia del Ghisallo è una breve superstrada urbana di Milano, prolungamento dell'autostrada dei Laghi del quale costituisce il tratto di penetrazione urbana.

## Percorso e storia
A dispetto del nome, l'opera viaria è costituita da due distinti cavalcavia, uno che origina senza soluzione di continuità dall'autostrada, del quale costituiva in origine il primo chilometro, devoluto poi negli anni novanta da Autostrade per l'Italia al Comune di Milano. Caratteristico in questo primo tratto è il ponte a tiranti che regge l'opera in direzione sud, sotto il quale corre la ferrovia Milano-Torino.
Oltrepassato lo svincolo per la Certosa posto a livello suolo, si trova il cavalcavia originario costruito nel 1960 a carreggiata unica, e poi successivamente raddoppiato. Dopo lo svincolo per Lampugnano e San Siro, il cavalcavia svolta bruscamente a sinistra e termina immettendosi in viale De Gasperi.
La lunghezza complessiva della superstrada è di due chilometri.